# On remet ça, pas vrai Providence ?
Pour plus de détails, voir Fiche technique et Distribution.
On remet ça, pas vrai Providence ? (Ci risiamo, vero Provvidenza?) est un western spaghetti comique hispano-franco-italien réalisé par Alberto De Martino et sorti en 1973.
C'est la suite de On m'appelle Providence de Giulio Petroni avec le même Tomás Milián dans le rôle-titre.

## Synopsis
Providence tombe sous le charme de la comtesse Pamela de Ortega et envisage de demander sa main à son père, le comte de Ortega. Cependant, elle est déjà promise à un capitaine de l'armée auquel le comte de Ortega doit beaucoup d'argent. Providence doit donc trouver un million de dollars...

## Fiche technique
Sauf indication contraire, les informations mentionnées dans cette section peuvent être confirmées par la base de données cinématographiques IMDb,  présente dans la section « Liens externes ».
- Titres français : On remet ça, pas vrai Providence ? ou On continue à m'appeler Providence ou Nous y revoilà, n'est-ce pas Providence ? ou La vie est parfois bien dure, n'est-ce pas Providence ? ou Nous en rions, n'est-ce pas Providence ?[1]
- Titre original : Ci risiamo, vero Provvidenza?[2]
- Titre espagnol : El bruto, el listo y el capitán
- Réalisation : Alberto De Martino
- Scénario : Castellano et Pipolo
- Photographie : Alejandro Ulloa fils (de)
- Montage : Otello Colangeli
- Musique : Ennio Morricone, Bruno Nicolai
- Décors : Uberto Bertacca (it)
- Trucages : Telemaco Tilli, Maria Teresa Tilli
- Sociétés de production : Oceania Produzioni Internazionali Cinematografiche, Producciones Cinematograficas Dia, Les Films Corona
- Pays de production :  Italie -  Espagne -  France
- Langue de tournage : italien
- Format : couleur (Eastmancolor) - 2,35:1 - Son mono - 35 mm
- Durée : 100 minutes (1h40)
- Genre : comédie, western spaghetti
- Dates de sortie :
  - Italie : 8 novembre 1973
  - Espagne : 14 juin 1976

## Distribution
- Tomás Milián : Providence (Provvidenza en VO)
- Gregg Palmer : Gregg Hunter dit « Hurricane Kid »
- Carole André : Comtesse Pamela De Ortega
- Luciano Catenacci : Comte De Ortega
- Manuel Gallardo : Capitaine Barton
- Yu Ming Lun : Chiao
- Ángel Ortiz : Le sergent
- Federico Boido (sous le nom de « Rick Boyd ») : Le pistolero dit « Le Blond » (Il Biondo en VO)
- Claude Berthy
- Dante Maggio : Le juge
- Ettore Geri : Le facteur
- Cesare Nizzica : Vito Escolone
- Nello Pazzafini : Gorilla
- Dante Cleri : Ober